# Scoutcentrum Buitenzorg
Scoutcentrum Buitenzorg is een kampeerterrein voor Scouts en (jeugd)groepen, met name lagere scholen, gelegen aan de rand van het Nationaal Park Utrechtse Heuvelrug in Baarn. Het terrein is een van de labelterreinen van Scouting Nederland.

## Geschiedenis
In 1949 ging het eigendom van landgoed Buitenzorg in Baarn voor ƒ 60.000,--  over naar het Nederlands Padvindstersgilde. Op 25 juni van dat jaar werd Scoutcentrum Buitenzorg geopend door Koningin Juliana. Het terrein en de gebouwen gingen dienen als hoofdkwartier en tevens hoofdkampeerterrein van het Nederlands Padvindstersgilde.
Toen het Nederlands Padvindstersgilde samen met de Katholieke Verkenners, Nederlandse Gidsen en de Nederlandse Padvinders fuseerden tot Scouting Nederland kwam de rol als hoofdkwartier te vervallen. Wel bleef het terrein in bezit van deze nieuwe organisatie een kampeerlocatie voor Scouts.
Door de centrale ligging in Nederland zijn in de loop der jaren landelijke activiteiten zoals de Gilwell-leiderstrainingen en de Landelijke Scoutingwedstrijden verhuisd van andere locaties in Nederland naar Scoutcentrum Buitenzorg.

## Het terrein
Het terrein beslaat 12 ha. bosgebied die is onderverdeeld in 17 kampeervelden van verschillende grootte. Op het terrein staan een drietal gebouwen waarin ook overnacht kan worden; het blauwe vogelhuis, het uilennest en het kabouterhuis. Laatstgenoemde is de voormalige dienstwoning van Landgoed Buitenzorg. In totaal biedt het terrein plaats aan 785 kampeerders waarmee het scoutcentrum de grootste capaciteit heeft van de labelterreinen van Scouting Nederland.
Sinds 1993 is op het terrein het Scouting Nederland Museum gevestigd.